# Physalis crassifolia
Physalis crassifolia es una especie de planta perenne perteneciente a la familia de las solanáceas. Se encuentra en el sudoeste de los Estados Unidos y norte de México, donde se pueden encontrar en el desierto rocoso y seco y en el hábitat de montaña. 

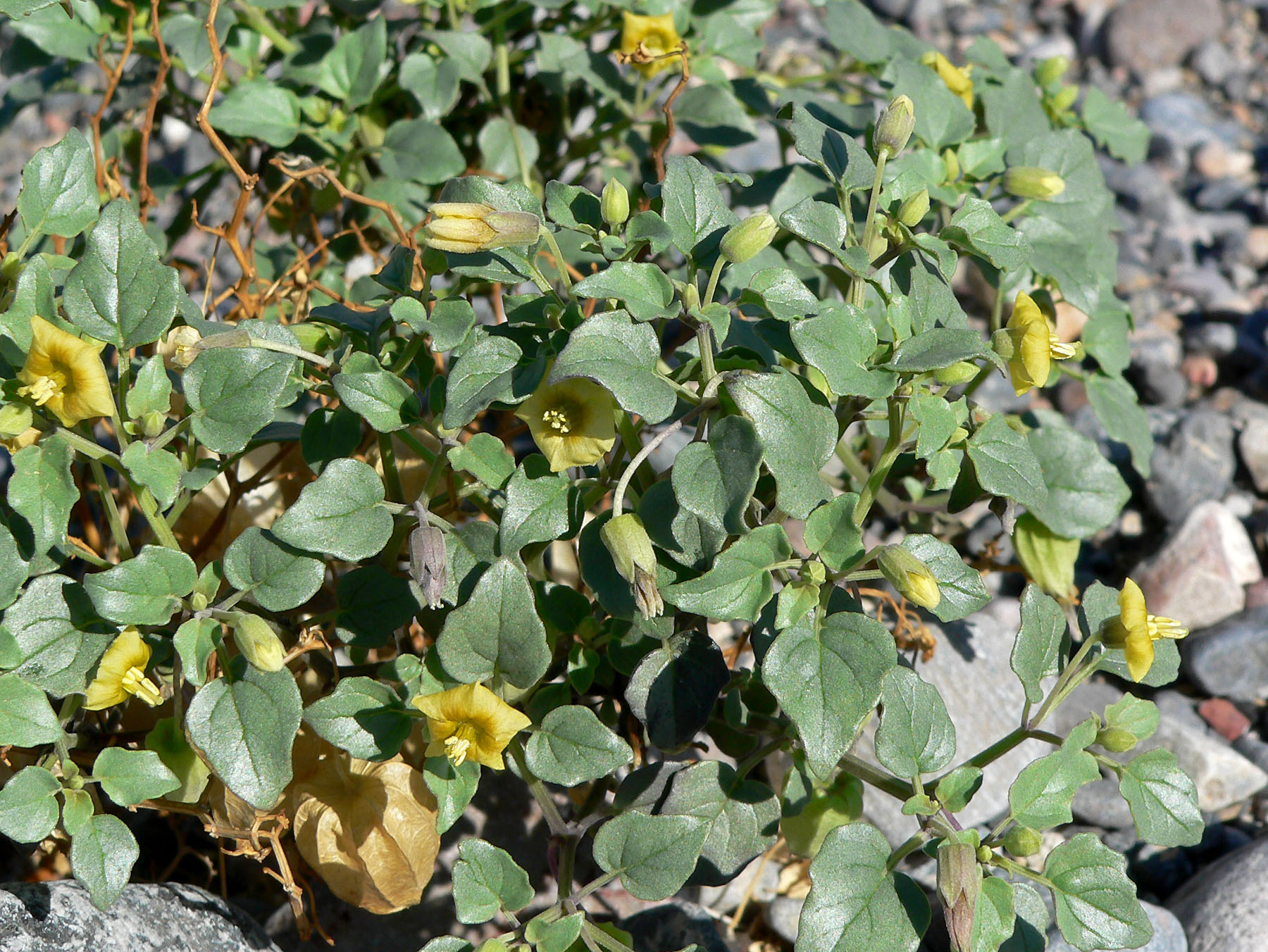
Planta

## Descripción
Es una hierba perenne con un estriado tallo angular, la ramificación alcanza un tamaño de casi 80 centímetros de altura, teniendo una forma agrupada,  o erecta. Las hojas son carnosas y ovales de 1 a 3 centímetros de largo y tienen los bordes lisos, ondulados o dentados. Las flores son de color amarillo y crecen en el axilas de las hojas, tienen la forma de campana, con cinco lóbulos, y con ancho de alrededor de 2 centímetros. El cáliz en forma de estrella formado por los sépalos en la base de la flor se agranda como el fruto que desarrolla, convirtiéndose en una estructura inflada, de unos 2 centímetros de largo que contiene la baya.

## Taxonomía
Physalis crassifolia fue descrita por George Bentham y publicado en The Botany of the Voyage of H.M.S. Sulphur 40, en el año 1844.
Variedades aceptadas
- Physalis crassifolia var. infundibularis I.M.Johnst.
- Physalis crassifolia f. muriculata (Greene) Waterf.
- Physalis crassifolia var. versicolor (Rydb.) Waterf.

Sinonimia
- Physalis cardiophylla Torr.
- Physalis crassifolia var. cardiophylla (Torr.) A.Gray
- Physalis greenei Vasey & Rose
- Physalis pedunculata Greene[2]